# Хочу V ВИА Гру
«Хочу V ВИА Гру» — музыкальное международное реалити-шоу по поиску участниц для нового состава группы «ВИА Гра». Победителями проекта и участницами группы стали: Анастасия Кожевникова, Миша Романова и Эрика Герцег. Финалистки Алёна Каримская и Александра Попова вошли в квартет «Taboo», под продюсированием Анны Седоковой, однако коллектив просуществовал недолго и распался, впоследствии Александра стала участницей другой группы — «Фабрика». Диана Иваницкая и Мария Гончарук основали группу «DINAMA». Коллектив вскоре распался. Диана Иваницкая занялась сольной карьерой и участвовала в кастинге в группу «Serebro», а Мария Гончарук также стала участницей группы «Фабрика».

## Описание
25 ноября 2012 года Константин Меладзе объявил о закрытии «ВИА Гры» с 1 января 2013, объяснив это тем, что группа в существующем формате себя изжила. Однако, уже через неделю было объявлено о кастинге в группу в формате реалити-шоу под названием «Хочу V ВИА Гру». Сам Меладзе заявил, что настало время для новой «ВИА Гры», нового формата.
Я решил начать с чистого листа. Я начинаю новую историю культовой группы «ВИА Гра». Впервые я приоткрою закулисье, и каждый сможет увидеть, как создаются дивы коллектива. Я жду самых разных девушек, которые верят в себя. Мне нужен талант и живая эмоция. Вместе мы создадим новое. Это будет поистине народная группа, которая родится на глазах у многочисленных зрителей СНГ.
Проект позиционировался не как телевизионное шоу, а как реалити, закулисье, где Константин Меладзе приоткроет секреты своего мастерства. Режиссёром проекта выступил Алан Бадоев. Ведущие — Вера Брежнева и Владимир Зеленский. В жюри шоу вошли шесть бывших участниц «ВИА Гры» — Алёна Винницкая, Надежда Грановская, Альбина Джанабаева, Меседа Багаудинова, Санта Димопулос и Анна Седокова, а также телеведущий Игорь Верник.
Стартовал проект 6 сентября 2013 года в эфире телеканалов НТК (Казахстан), 1+1 (Украина), ОНТ (Белоруссия) и НТВ (Россия).
Финал состоялся 25 октября 2013 года сцене «Crocus City Hall» в Москве.

## Выпуски

### Выпуск № 1:Кастинг в Украине
Члены жюри: Константин Меладзе, Игорь Верник, Надежда Мейхер-Грановская.

Премьера на ТВ: 6 сентября 2013 года.
| Номер | Имя исполнительницы   | Возраст исполнительницы | Город исполнительницы                     | Песня                                             | Выбор Меладзе               |
| ----- | --------------------- | ----------------------- | ----------------------------------------- | ------------------------------------------------- | --------------------------- |
| 1     | Эрика Герцег          | 25 лет                  | Ужгород                                   | ВИА Гра «Цветок и нож»                            | Да                          |
| 2     | Анна Мальцева         | 19 лет                  | Запорожье                                 | Владимир Пресняков «Там нет меня»                 | Нет                         |
| 3     | Александра Попова     | 18 лет                  | Донецк                                    | Бумбокс «Вахтерам»                                | Да                          |
| 4     | Эльвира Ярославская   | 24 года                 | Днепропетровск                            | ВИА Гра «My Emancipation»                         | Нет                         |
| 5     | Богдана Назарова      | 22 года                 | Киев                                      | Вера Брежнева «Любовь спасёт мир»                 | Да                          |
| 6     | Лилия Ликун †         | 21 год                  | пгт. Новоукраинка, Кировоградская область | Ленинград «WWW»                                   | Да                          |
| 7     | Роксолана Семенюк     | 22 года                 | Бровары                                   | Нино Катамадзе «Сулико»                           | Нет                         |
| 8     | Юлия Шевченко         | 21 год                  | Лубны                                     | София Ротару «Край»                               | Нет                         |
| 9     | Анна Карапетян        | 25 лет                  | Киев                                      | Анастасия Приходько «Три зимы»                    | Отказалась от участия в шоу |
| 10    | Миша Романова         | 23 года                 | Херсон                                    | Миша Романова «Покажи, как надо любить»           | Да                          |
| 11    | Светлана Дзонин       | 23 года                 | Золотоноша                                | Светлана Дзонин «Я мечтала в сладком сне»         | Нет                         |
| 12    | Юлия Лаута            | 24 года                 | Киев                                      | ВИА Гра «Сумасшедший»                             | Да                          |
| 13    | Юлия Тойвонен         | 26 лет                  | Киев                                      | ВИА Гра «Убей мою подругу»                        | Да                          |
| 14    | Татьяна Царик         | 22 года                 | Киев                                      | София Ротару «Я ж его любила»                     | Да                          |
| 15    | Анастасия Кожевникова | 20 лет                  | Южноукраинск                              | Валерий Меладзе, Анастасия Приходько «Безответно» | Да                          |
| 16    | Александра Скляр      | 28 лет                  | Киев                                      | Ирина Дубцова «Медали»                            | Да                          |

### Выпуск № 2:Кастинг в России
Члены жюри: Константин Меладзе, Игорь Верник, Альбина Джанабаева.

Премьера на ТВ: 14 сентября 2013 года.
| Номер | Имя исполнительницы          | Возраст исполнительницы | Город исполнительницы | Песня                                                    | Выбор Меладзе |
| ----- | ---------------------------- | ----------------------- | --------------------- | -------------------------------------------------------- | ------------- |
| 1     | Екатерина Пригода            | 20 лет                  | Москва                | Сплин «Роман»                                            | Да            |
| 2     | Анна Каллучи                 | 22 года                 | Челябинск             | Анна Герман «Нежность»                                   | Нет           |
| 3     | Вилена Хайрнасова            | 24 года                 | Челябинск             | Шер «Strong Enough»                                      | Да            |
| 4     | Злата Хрящикова              | 24 года                 | Пермь                 | Ани Лорак «Песня Оксаны» (Я же говорила, Я не половинка) | Нет           |
| 5     | Юлианна Лукашева             | 23 года                 | Москва                | Helena Paparizou «My Number One»                         | Да            |
| 6     | Анна Селиванова              | 29 лет                  | Москва                | Ани Лорак «Зажигай сердце»                               | Нет           |
| 7     | Наталья Бурова               | 25 лет                  | Москва                | Сергей Мазаев «До свидания, мама!»                       | Да            |
| 8     | Эльвира Абдульманова         | 26 лет                  | Казань                | Michael Buble «Feeling Good»                             | Да            |
| 9     | Наталья Полуэктова           | 29 лет                  | Нурлат                | Лара Фабиан «Je t’aime»                                  | Да            |
| 10    | Мария Калошина               | 28 лет                  | Москва                | Юлия Савичева «Если в сердце живет любовь»               | Да            |
| 11    | Виктория Никулина            | 22 года                 | Москва                | Лолита «Отвали»                                          | Нет           |
| 12    | Жанет Кердикошвили           | 20 лет                  | Тбилиси (Грузия)      | Алсу «Вчера»                                             | Да            |
| 13    | Татьяна Анатольевна Сергеева | 39 лет                  | Москва                | ВИА Гра «Поцелуи»                                        | Нет           |
| 14    | Алена Каримская              | 27 лет                  | Санкт-Петербург       | Лайма Вайкуле «Я вышла на Пикадилли»                     | Да            |
| 15    | Юлианна Полуботко            | 26 лет                  | Москва                | Натали « О Боже, какой мужчина!»                         | Да            |
| 16    | Юлия Ефременкова             | 26 лет                  | Туапсе                | Людмила Зыкина «Гармонь моя»                             | Да            |

### Выпуск № 3:Кастинг в Казахстане и Белоруссии
Члены жюри: Константин Меладзе, Игорь Верник, Алёна Винницкая. 

Премьера на ТВ: 23 сентября 2013 года.
| Номер | Имя исполнительницы    | Возраст исполнительницы | Город / страна исполнительницы | Песня                                                    | Выбор Меладзе |
| ----- | ---------------------- | ----------------------- | ------------------------------ | -------------------------------------------------------- | ------------- |
| 1     | Елена Пищикова         | 27 лет                  | Витебск / Беларусь             | Alicia Keys «Fallin’»                                    | Да            |
| 2     | Карина Фазлиева        | 22 года                 | Алматы / Казахстан             | Лолита «Мачо»                                            | Да            |
| 3     | Лиза-Мария Никитина    | 19 лет                  | Ташкент / Узбекистан           | Beyonce «Single Ladies»                                  | Нет           |
| 4     | Екатерина Волкова      | 24 года                 | Минск / Беларусь               | Serebro «Мама Люба»                                      | Да            |
| 5     | Тамрис Тастамбекова    | 24 года                 | Алматы / Казахстан             | Алла Пугачева «Любовь, похожая на сон»                   | Нет           |
| 6     | Татьяна Стародуб       | 23 года                 | Минск / Беларусь               | Жанна Рождественская «Гадалка»                           | Нет           |
| 7     | Анастасия Россошанская | 24 года                 | Алматы / Казахстан             | Whitney Houston «Queen of the Night»                     | Да            |
| 8     | Карина Кан             | 21 год                  | Алматы / Казахстан             | ВИА Гра «Поцелуи»                                        | Да            |
| 9     | Елена Мисюра           |                         | Беларусь                       | Валерий Меладзе «Текила-любовь»                          | Да            |
| 10    | Адель Шавдунова        | 18 лет                  | Алма-Ата / Казахстан           | Duffy «Mercy»                                            | Да            |
| 11    | Антонина Давыдова      | 21 год                  | Минск / Беларусь               | ВИА Гра «Не надо»                                        | Нет           |
| 12    | Гульнур Маликова       | 24 года                 | Алматы / Казахстан             | Традиционная казахская песня «Балхадиша»                 | Да            |
| 13    | Кристина Акулова       | 29 лет                  | Караганда / Казахстан          | Quest Pistols «Белая стрекоза любви»                     | Нет           |
| 14    | Наталья Кочкина        | 25 лет                  | Алматы / Казахстан             | Christina Aguilera, Lil’ Kim, Mya, Pink «Lady Marmalade» | Нет           |
| 15    | Тамаша Орланбаева      | 25 лет                  | Алматы / Казахстан             | Роза Рымбаева «Любовь настала»                           | Да            |

### Выпуск № 4: Второй тур
Премьера на ТВ: 28 сентября 2013 года.

#### Этап 1: Танцевальная связка
По итогам первого тура были отобраны 60 девушек для дальнейшего участия во втором: 23 девушки с Украины, 17 из России, 12 из Казахстана и 8 из Белоруссии. Первое испытание второго тура заключалось в том, что за 20 минут, совместно с хореографом Мигелем, девушкам надо было выучить танцевальную связку. За этим процессом наблюдал Константин Меладзе, который по итогам увиденного выбрал девушек, которые продолжили участие во втором туре шоу. По итогам этого испытания 21 девушка покинула проект. 

     —  Девушка прошла во второй этап, но не проявила себя в танцевальной связке. 
| Номер | Участница (страна)     | Прошла / не прошла                      |
| ----- | ---------------------- | --------------------------------------- |
| 1     | Александра Скляр       | Покинула проект по собственному желанию |
| 2     | Эрика Герцег           | Прошла                                  |
| 3     | Эльвира Абдульманова   | Прошла                                  |
| 4     | Миша Романова          | Прошла                                  |
| 5     | Лилия Ликун †          | Прошла                                  |
| 6     | Тамаша Орланбаева      | Не прошла                               |
| 7     | Екатерина Пригода      | Прошла                                  |
| 8     | Александра Попова      | Прошла                                  |
| 9     | Юлия Тойвонен          | Прошла                                  |
| 10    | Татьяна Царик          | Прошла                                  |
| 11    | Анастасия Кожевникова  | Прошла                                  |
| 12    | Вилена Хайрнасова      | Прошла                                  |
| 13    | Юлианна Лукашева       | Прошла                                  |
| 14    | Наталья Бурова         | Прошла                                  |
| 15    | Жанет Кердикошвили     | Прошла                                  |
| 16    | Алена Каримская        | Прошла                                  |
| 17    | Юлия Ефременкова       | Прошла                                  |
| 18    | Екатерина Волкова      | Прошла                                  |
| 19    | Анастасия Россошанская | Прошла                                  |
| 20    | Адель Шавдунова        | Прошла                                  |
| 21    | Гульнур Маликова       | Прошла                                  |
| 22    | Богдана Назарова       | Прошла                                  |
| 23    | Диана Иваницкая        | Прошла                                  |
| 24    | Юлия Лаута             | Прошла                                  |
| 25    | Карина Кан             | Прошла                                  |
| 26    | Евгения Насонова       | Прошла                                  |
| 27    | Анастасия Шавлюк       | Прошла                                  |
| 28    | Валерия Демченко       | Прошла                                  |
| 29    | Юлианна Полуботко      | Прошла                                  |
| 30    | Екатерина Михайлицкая  | Прошла                                  |
| 31    | Диана Шимановская      | Прошла                                  |
| 32    | Дарья Царителли        | Прошла                                  |
| 33    | Карина Фазлиева        | Прошла                                  |

#### Этап 2: Главная сцена
Оставшимся девушкам нужно было самостоятельно разделиться на тройки и за 24 часа подготовить выступление. После выступления Константин Меладзе мог оставить или, наоборот, выгнать либо всю тройку либо 1-2 участницы из её состава. По итогам этого испытания успешно выступили 24 девушки, которых Константин Меладзе разделил на 8 трио для дальнейшего участия в проекте.
Члены жюри: Константин Меладзе, Игорь Верник, Анна Седокова.
| Номер | Исполнительницы                                                            | Песня                                             | Выбор Меладзе                                                      |
| ----- | -------------------------------------------------------------------------- | ------------------------------------------------- | ------------------------------------------------------------------ |
| 1     | Эрика Герцег Миша Романова Юлия Тойвонен                                   | ВИА Гра «Стоп! Стоп! Стоп!»                       | Да                                                                 |
| 2     | Юлианна Лукашева Ольга Сансевич Евгения Насонова                           | ВИА Гра «Алло, мам»                               | Нет                                                                |
| 3     | Александра Попова Анастасия Шавлюк Диана Иваницкая                         | Валерий Меладзе, Анастасия Приходько «Безответно» | Александра Попова — Да Диана Иваницкая — Да Анастасия Шавлюк — Нет |
| 4     | Марьяна Зубко Богдана Назарова Гульнур Маликова                            | А’Студио «Улетаю»                                 | Нет                                                                |
| 5     | Лилия Ликун † Юлианна Полуботко Екатерина Михайлицкая                      | Потап, Настя Каменских «Хуторянка»                | Нет                                                                |
| 6     | Екатерина Волкова Карина Фазлиева Татьяна Царик                            | Валерий Меладзе и ВИА Гра «Притяженья больше нет» | Да                                                                 |
| 7     | Юлия Ефременкова Мария Калошина отказалась от участия в шоу Наталья Бурова | ВИА Гра «Я не вернусь»                            | Да                                                                 |
| 8     | Юлия Лаута Мария Гончарук Ольга Хареба                                     | ВИА Гра «Биология»                                | Мария Гончарук — Да Юлия Лаута — Да Ольга Хареба — Нет             |
| 9     | Валерия Демченко Елена Мисюра Адель Шавдунова                              | ВИА Гра «Цветок и нож»                            | Елена Мисюра — Нет Валерия Демченко — Нет Адель Шавдунова — Да     |
| 10    | Елена Пищикова Диана Шимановская Анастасия Кожевникова                     | James Brown «I Got You (I Feel Good)»             | Да                                                                 |
| 11    | Вилена Хайрнасова Эльвира Абдульманова Екатерина Пригода                   | ВИА Гра «Убей мою подругу»                        | Да                                                                 |
| 12    | Анастасия Россошанская Карина Кан Дарья Царителли                          | ВИА Гра «Океан и три реки»                        | Анастасия Россошанская — Да Карина Кан — Да Дарья Царителли — Нет  |
| 13    | Алёна Каримская Наталья Полуэктова Жанет Кердекошвили                      | ВИА Гра «My Emancipation»                         | Да                                                                 |

### Выпуск № 5: Борьба за наставниц
Премьера на ТВ: 5 октября 2013 года.
Образовавшимся группам нужно было бороться за то, чтобы управление над ними взяла одна из наставниц. Для этого им нужно подготовить выступление, и за 10 секунд до его окончания наставница должна сделать выбор за или против того, чтобы взять управление над тройкой.
Трио в составе Миша Романова — Эрика Герцег — Анастасия Кожевникова выбрала Альбина Джанабаева, но Константин Меладзе отменил выбор наставницы в связи с тем, что перед выступлением, без ведома костюмеров, группа обрезала концертные платья. Константин счёл этот поступок недисциплинированным и безвкусным. Группа должна была покинуть шоу, но Надежда Мейхер-Грановская уговорила Константина отдать тройку ей и оставить в проекте.
Татьяна Царик и Карина Фазлиева перешли под управление Альбины Джанабаевой. По решению Меладзе, к этому дуэту была добавлена участница из тех, кто выбыл на данном этапе. Ей стала Юлия Ефременкова.
 —  Наставница выбрала группу  
      —  По решению Константина Меладзе, выбор наставницы был аннулирован  
      —  Группы не были выбраны наставницами, но, по решению Константина Меладзе, перешли под управление тех, которые не выбрали себе группы  
      —  Группы не были выбраны наставницами и покинули шоу  
      —  Данная наставница не выбрала эту группу, но другая её выбрала  

     —  Группу выбрали несколько наставниц, но данная была первой 
| Номер | Группа                                                                       | Песня                                    | Наставницы                | Наставницы      | Наставницы         | Наставницы      | Наставницы         | Наставницы    |
| Номер | Группа                                                                       | Песня                                    | Надежда Мейхер-Грановская | Санта Димопулос | Меседа Багаудинова | Алёна Винницкая | Альбина Джанабаева | Анна Седокова |
| ----- | ---------------------------------------------------------------------------- | ---------------------------------------- | ------------------------- | --------------- | ------------------ | --------------- | ------------------ | ------------- |
| 1     | Александра Попова Юлия Лаута Алёна Каримская                                 | Блестящие «За четыре моря»               | —                         | —               | —                  | —               | —                  |               |
| 2     | Татьяна Царик Жанет Кердикошвили отказалась от участия в шоу Карина Фазлиева | REFLEX «Сойти с ума»                     | —                         | —               | —                  | —               |                    | —             |
| 3     | Юлия Ефременкова Екатерина Волкова Адель Шавдунова                           | Serebro «Мало тебя»                      | —                         | —               | —                  | —               | —                  | —             |
| 4     | Юлия Тойвонен Анастасия Россошанская Карина Кан                              | Горячий Шоколад «Береги»                 | —                         |                 | —                  | —               | —                  | —             |
| 5     | Мария Гончарук Диана Иваницкая Екатерина Пригода                             | ТАТУ «Я сошла с ума»                     |                           | —               | —                  |                 | —                  | —             |
| 6     | Вилена Хайрнасова Наталья Бурова Эльвира Абдульманова                        | Фабрика «Я тебя зацелую»                 | —                         | —               |                    | —               | —                  | —             |
| 7     | Эрика Герцег Миша Романова Анастасия Кожевникова                             | Serebro «Песня Номер Один»               |                           | —               | —                  | —               |                    | —             |
| 8     | Наталья Полуэктова Елена Пищикова Диана Шимановская                          | Винтаж и Елена Корикова «Плохая девочка» | —                         | —               | —                  | —               | —                  | —             |

### Выпуск № 6: Битва наставниц. Полуфинал
Премьера на ТВ: 12 октября 2013 года.

#### Этап 1: Дуэт с наставницей
Шесть групп под управлением своих наставниц представили совместное исполнение песни из репертуара «ВИА Гры». После этого этапа одна группа вместе с наставницей покинула шоу.
     —  Группа покинула шоу  
      — Группа отказалась от наставницы 
      — Группа прошла в следующий этап
| Номер | Песня                       | Группа                                                | Наставница                |
| ----- | --------------------------- | ----------------------------------------------------- | ------------------------- |
| 1     | ВИА Гра «Океан и три реки»  | Татьяна Царик Юлия Ефременкова Карина Фазлиева        | Альбина Джанабаева        |
| 2     | ВИА Гра «Пошёл вон»         | Юлия Тойвонен Анастасия Россошанская Карина Кан       | Санта Димопулос           |
| 3     | ВИА Гра «Стоп! Стоп! Стоп!» | Александра Попова Юлия Лаута Алёна Каримская          | Анна Седокова             |
| 4     | ВИА Гра «Поцелуи»           | Вилена Хайрнасова Наталья Бурова Эльвира Абдульманова | Меседа Багаудинова        |
| 5     | ВИА Гра «Сумасшедший»       | Эрика Герцег Миша Романова Анастасия Кожевникова      | Надежда Мейхер-Грановская |
| 6     | ВИА Гра «Попытка № 5»       | Диана Иваницкая Мария Гончарук Екатерина Пригода      | Алёна Винницкая           |

#### Этап 2: Мировой хит
Оставшиеся 5 групп, уже без своих наставниц, исполнили мировые хиты. После этого этапа шоу покинула ещё одна группа.
     —  Группа покинула шоу  
      —  Группа прошла в следующий этап 
| Номер | Песня                            | Группа                                                | Наставница                |
| ----- | -------------------------------- | ----------------------------------------------------- | ------------------------- |
| 1     | Pink «Family Portrait»           | Вилена Хайрнасова Наталья Бурова Эльвира Абдульманова | Меседа Багаудинова        |
| 2     | Christina Aguilera «Hurt»        | Эрика Герцег Миша Романова Анастасия Кожевникова      | Надежда Мейхер-Грановская |
| 3     | Spice Girls «Spice Up Your Life» | Диана Иваницкая Мария Гончарук Екатерина Пригода      | Алёна Винницкая           |
| 4     | Rihanna «Umbrella»               | Александра Попова Юлия Лаута Алёна Каримская          | Анна Седокова             |
| 5     | Toni Braxton «Unbreak My Heart»  | Татьяна Царик Юлия Ефременкова Карина Фазлиева        | Альбина Джанабаева        |

### Выпуск № 7: Финал

#### Этап 1: Мужской хит
Группы презентовали свои версии мужских хитов.
     —  Группа покинула шоу  
      —  Группа прошла в следующий этап 
| Номер | Песня                                            | Группа                                                                              | Наставница                |
| ----- | ------------------------------------------------ | ----------------------------------------------------------------------------------- | ------------------------- |
| 1     | Григорий Лепс и Ирина Аллегрова «Я тебе не верю» | Эрика Герцег Миша Романова Анастасия Кожевникова                                    | Надежда Мейхер-Грановская |
| 2     | Чиж & Co «О любви»                               | Диана Иваницкая Мария Гончарук Екатерина Пригода покинула шоу по состоянию здоровья | Алёна Винницкая           |
| 3     | Браво «Я — то, что надо»                         | Александра Попова Юлия Лаута Алёна Каримская                                        | Анна Седокова             |
| 4     | Океан Эльзы «Без бою»                            | Татьяна Царик Юлия Ефременкова Карина Фазлиева                                      | Альбина Джанабаева        |

#### Этап 2: Песня со звездой
Оставшиеся команды пели дуэтом с известными исполнителями. Девушки до последнего момента не знали, с кем именно, и какую из 3 представленных, им предстоит исполнить песню. После этого этапа Константин Меладзе позвал в дуэт Диана Иваницкая — Мария Гончарук Татьяну Царик и Юлию Лауту. В конечном итоге в состав попала Юлия Лаута. Анна Седокова была приглашена стать второй наставницей трио и курировать работу Юлии.
     — Группа покинула шоу 
      —  Группа прошла в следующий этап 
| Номер | Звезда             | Песня                                    | Группа                                           | Наставница                |
| ----- | ------------------ | ---------------------------------------- | ------------------------------------------------ | ------------------------- |
| 1     | Владимир Пресняков | Валерий Меладзе «Небеса»                 | Александра Попова Юлия Лаута Алёна Каримская     | Анна Седокова             |
| 2     | Потап              | Потап, Настя Каменских «Чумачечая весна» | Диана Иваницкая Мария Гончарук                   | Алёна Винницкая           |
| 3     | Валерий Меладзе    | Валерий Меладзе «Текила-любовь»          | Эрика Герцег Миша Романова Анастасия Кожевникова | Надежда Мейхер-Грановская |

#### Этап 3: Песня под аккомпанемент Константина Меладзе
Два лучших трио исполнили хит Константина Меладзе под аккомпанемент его самого. Девушки узнали песни, которые им предстояло исполнять, всего за 20 минут до выхода на сцену. За это время им нужно было подготовиться к выступлению. После выступлений Константин Меладзе должен был объявить трио, победившее в проекте, однако он заявил, что новый состав группы «ВИА Гра» всё же должны выбрать зрители проекта посредством голосования.
| Номер | Песня                                             | Группа                                           | Наставница                                              |
| ----- | ------------------------------------------------- | ------------------------------------------------ | ------------------------------------------------------- |
| 1     | ВИА Гра «Не оставляй меня, любимый!»              | Диана Иваницкая Мария Гончарук Юлия Лаута        | Алёна Винницкая и Анна Седокова (наставница Юлии Лауты) |
| 2     | Алла Пугачёва и Кристина Орбакайте «Опять метель» | Миша Романова Эрика Герцег Анастасия Кожевникова | Надежда Мейхер-Грановская                               |

### Выпуск № 8: Гала-концерт
Финалом проекта «Хочу V ВИА Гру» стал гала-концерт в московском Crocus City Hall, где и были объявлены победительницы проекта — участницы обновлённой группы «ВИА Гра». На гала-концерте две группы финалисток проекта исполнили новые песни, которые были написаны специально для них Константином Меладзе. Также в гала-концерте приняли участие наставницы проекта и приглашённые звёзды.
| Номер | Участник | Тип выступления           | Песня                        |
| ----- | --- | ------------------------- | ---------------------------- |
| 1     | Миша Романова, Эрика Герцег, Анастасия Кожевникова | Премьера песни            | «Перемирие»                  |
| 2     | Диана Иваницкая, Мария Гончарук, Юлия Лаута | Премьера песни            | «Я верю в любовь»            |
| 3     | Ёлка | Приглашённая звезда       | «Лети, Лиза»                 |
| 4     | Полина Гагарина | Приглашённая звезда       | «Навек»                      |
| 5     | Винтаж | Приглашённая звезда       | «Знак Водолея»               |
| 6     | Алёна Винницкая и Диана Иваницкая, Мария Гончарук, Юлия Лаута,                                                                                                | Выступление с наставницей | «Он»                         |
| 7     | Альбина Джанабаева | Выступление наставницы    | «Надоели»                    |
| 8     | Надежда Мейхер-Грановская и Миша Романова, Эрика Герцег, Анастасия Кожевникова                                                                                | Выступление с наставницей | «Притяженья больше нет»      |
| 9     | Анна Седокова | Выступление наставницы    | «Между нами кайф»            |
| 10    | Валерий Меладзе и Валерия | Приглашённые звёзды       | «Не теряй меня»              |
| 11    | Вера Брежнева, Надежда Мейхер-Грановская, Альбина Джанабаева, Диана Иваницкая, Мария Гончарук, Юлия Лаута, Миша Романова, Эрика Герцег, Анастасия Кожевникова | Заключительная песня      | «Не оставляй меня, любимый!» |

#### Голосование по странам
| Страна                                           | Украина | Казахстан | Белоруссия | Россия |
| ------------------------------------------------ | ------- | --------- | ---------- | ------ |
| Миша Романова Эрика Герцег Анастасия Кожевникова | 68 %    | 47 %      | 49 %       | 47 %   |
| Диана Иваницкая Мария Гончарук Юлия Лаута        | 32 %    | 53 %      | 51 %       | 53 %   |

#### Общее голосование
— Девушки стали новым составом группы «ВИА Гра»
| Страна                                           | Украина | Казахстан | Белоруссия | Россия  | Итого   |
| ------------------------------------------------ | ------- | --------- | ---------- | ------- | ------- |
| Миша Романова Эрика Герцег Анастасия Кожевникова | 38,02 % | 1,32 %    | 2,44 %     | 17,26 % | 59,04 % |
| Диана Иваницкая Мария Гончарук Юлия Лаута        | 17,7 %  | 1,48 %    | 2,48 %     | 19,3 %  | 40,96 % |